# David Webb Peoples
David Webb Peoples (ur. 9 lutego 1940 w Middletown) – amerykański scenarzysta, montażysta i reżyser.

## Życiorys
Ukończył studia na Uniwersytecie Kalifornijskim. Karierę filmową rozpoczął w latach '70 jako montażysta filmów dokumentalnych, jako scenarzysta zadebiutował pisząc wraz z Hamptonem Fancherem scenariusz do Łowcy androidów. Żonaty z Janet Peoples.

## Filmografia
| Rok  | Film                                                       | Funkcja               |
| ---- | ---------------------------------------------------------- | --------------------- |
| 1977 | Who Are the DeBolts? And Where Did They Get Nineteen Kids? | montaż                |
| 1981 | The Day After Trinity                                      | scenariusz, montaż    |
| 1982 | Łowca androidów                                            | scenariusz            |
| 1985 | Zaklęta w sokoła                                           | scenariusz            |
| 1989 | Lewiatan                                                   | scenariusz            |
| 1989 | Krew bohaterów                                             | scenariusz, reżyseria |
| 1990 | Fatal Sky                                                  | scenariusz            |
| 1992 | Przypadkowy bohater                                        | scenariusz            |
| 1992 | Bez przebaczenia                                           | scenariusz            |
| 1995 | 12 małp                                                    | scenariusz            |
| 1998 | Żołnierz przyszłości                                       | scenariusz            |
| 2013 | Bez przebaczenia                                           | scenariusz            |

## Nagrody
W 1982 Stowarzyszenie Amerykańskich Montażystów Filmowych przyznało mu nagrodę Eddie za najlepszy montaż dokumentu za film The Day After Trinity. W 1983 zdobył Nagrodę Hugo w kategorii najlepsza prezentacja dramatyczna za film Łowca androidów. W 1993 Amerykańskie Stowarzyszenie Krytyków Filmowych przyznało mu swoją nagrodę za najlepszy scenariusz za film Bez przebaczenia 
Za film Bez przebaczenia był nominowany do m.in. Oscara za najlepszy scenariusz oryginalny, Złotego Globu, za najlepszy scenariusz, nagrody BAFTA za najlepszy scenariusz oryginalny, a Amerykańska Gildia Scenarzystów nominowała go do swojej nagrody za najlepszy scenariusz oryginalny oraz wpisała na 30. miejsce Listy 101 najlepszych scenariuszy wszech czasów. Za 12 małp nominowano go do nagrody Saturna za najlepszy scenariusz oraz nagrody Hugo w tej samej kategorii.